# Günter Aumann
Günter Aumann (Augsburgo, 4 de maio de 1952) é um matemático alemão.
Aumann obteve um doutorado em 1979 na Universidade Técnica de Munique, com a tese Zur Theorie der [k + 1]-Gratregelflächen [k-Gratregelflächen] und der torsalen [k + 1]-Regelflächen [k-Regelflächen], com habilitação em 1985 (Theorie einer verallgemeinerten geometrischen Optik). Em 1988 foi docente privado e em 1989 professor no Instituto de Tecnologia de Karlsruhe.

## Obras
- Archimedes. Mathematik in bewegten Zeiten, Wissenschaftliche Buchgesellschaft 2013
- Euklids Erbe. Ein Streifzug durch die Geometrie und ihre Geschichte, Wissenschaftliche Buchgesellschaft 2006, 3. Edição 2009
- Geometrie! Mit Farben statt Formeln auf den Spuren Euklids. Wissenschaftliche Buchgesellschaft 2011
- Kreisgeometrie. Eine elementare Einführung, Springer 2015
- com Klaus Spitzmüller: Computerorientierte Geometrie, Spektrum Akademischer Verlag 1993